# Estádio Regional de Chinquihue
Estadio Regional de Chinquihue, é um estádio multiuso na cidade de Puerto Montt, no Chile. Atualmente é usado na maior parte para partidas de futebol, sendo o local de mando do Deportes Puerto Montt. O estádio tem lugar para 26 339 espectadores e foi construído em 1982 e renovado em 2013.